# Brokaredsjön
Brokaredsjön är en sjö i Falkenbergs kommun i Västergötland och ingår i Ätrans huvudavrinningsområde. Sjön är 8,6 meter djup, har en yta på 0,297 kvadratkilometer och är belägen 126,6 meter över havet. Vid provfiske har abborre, mört och sarv fångats i sjön.

## Delavrinningsområde
Brokaredsjön ingår i det delavrinningsområde (633981-132473) som SMHI kallar för Mynnar i Ätran. Medelhöjden är 143 meter över havet och ytan är 24,85 kvadratkilometer. Det finns inga avrinningsområden uppströms utan avrinningsområdet är högsta punkten. Kvarnabäcken som avvattnar avrinningsområdet har biflödesordning 2, vilket innebär att vattnet flödar genom totalt 2 vattendrag innan det når havet efter 54 kilometer. Avrinningsområdet består mestadels av skog (75 procent). Avrinningsområdet har 2,29 kvadratkilometer vattenytor vilket ger det en sjöprocent på 9,2 procent.